# Miriam Vogt (Malerin)
Miriam Vogt  (* 30. September 1959 in Aachen) ist eine deutsche Malerin.

## Leben
Miriam Vogt ist in Aachen aufgewachsen. Sie lebt und arbeitet seit 2002 als Kunsttherapeutin und freie Künstlerin in der Schweiz.
Miriam Vogts Werke entstehen durch die Tätigkeit des Malens und Sehens. Nicht die genaue Vorstellung, sondern das genaue Beobachten und ein „schaffender Impuls“ bilden die Grundlage ihrer Werke. Es ist ein organisiertes Chaos. Abstrakt, modern und gelegentlich gegenständlich. Nebst Farbe und Material finden häufig Worte, Geschichten und Motive Einzug in ihr künstlerisches Schaffen.

## Künstlerisches Schaffen
Miriam Vogt begann ihre künstlerische Ausbildung 1977 als Bildhauerin bei Norbert Ahlmann in Lüdinghausen (Deutschland) mit dem Schwerpunkt der traditionell-christlichen Bildhauerkunst. Diese Auseinandersetzung mit der Struktur, der Oberfläche, dem Materiellen und Gegenständlichem lassen sich bis heute in den Werken Miriam Vogts finden. Zur Malerei gelangte Miriam Vogt erst, als sie 1978 bis 1979 die Fachoberschule für Gestaltung in Münster (Deutschland) besuchte – ein Weg, den sie trotz Heirat und anschließender Familienzeit bis heute nicht verlassen hat. Vielmehr bildete sie sich während dieser Zeit fortlaufend weiter und studierte anschließend (1995 bis 1999) Malerei am Novalishochschulverein in Kamp-Lintfort. 2004 folgte der Meisterkurs an der Sommerakademie in Salzburg. Miriam Vogt gibt seit 2002 Malkurse in ihrem eigenen Atelier.

## Ausstellungen
Seit der Jahrtausendwende sind die Bilder von Miriam Vogt in Einzel- und Gruppenausstellungen zu sehen. 2010 hat sie die Bilder in der Galerie im Martinskeller (Adligenswil, Schweiz) und in der Galerie im Zöpfli (Luzern, Schweiz) gezeigt.